# Magerabborrtjärnen, Lappland
Magerabborrtjärnen är en sjö i Sorsele kommun i Lappland och ingår i Umeälvens huvudavrinningsområde. Sjöns area är 0,03 kvadratkilometer och den befinner sig 370 meter över havet.